# Walther Darré
Richard Walter Darré (Buenos Aires, 14 juli 1895 - München, 5 september 1953) was een Duits politicus, landbouwkundige, schrijver en een SS-Obergruppenführer (luitenant-generaal) in de tijd van het nationaalsocialisme. Van 1933 tot 1942 was hij rijksminister van Voedsel en Landbouw in het kabinet-Hitler.

## Levensloop
Richard Walther Darré werd geboren in Argentinië als zoon van zakenman en hoofd van handelshuis Hardt & Co. Richard Oscar Darré en zijn vrouw Emilia Bertha Eleanor. Vanwege zijn vaders beroep verhuisde het gezin vaak. Darré bracht zijn jeugd door in Belgrano, een wijk van Buenos Aires, waar hij naar een Duitse school ging. Vanwege verslechterende internationale betrekkingen in de jaren voorafgaand aan de Eerste Wereldoorlog werd het gezin gedwongen terug te gaan naar Duitsland.
In Duitsland ging Darré op negenjarige leeftijd naar de Oberrealschule van Heidelberg. In 1911 ging hij als uitwisselingsstudent naar King's College School in Wimbledon, gevolgd door de Oberrealschule in Gummersbach in 1912. In 1914 bezocht hij de Kolonialschule in Witzenhausen. Dit wakkerde zijn interesse voor landbouw aan.
Na de vrijwillige deelname als Duits soldaat aan het westfront in de Eerste Wereldoorlog, sloot hij zich als luitenant aan bij een vrijkorps in Berlijn.
In 1920 voltooide hij zijn studie koloniaal bestuur aan de Deutsche Kolonialschule für Landwirtschaft, Handel und Gewerbe in Witzenhausen. Later begon hij een studie landbouw aan de Maarten Luther-Universiteit met de specialisatie fokken. Hij behaalde zijn diploma in 1925 in Halle. Zijn interesse richtte zich met name op genetische vragen, met name met betrekking tot de mens.
In 1922 trouwde hij met Alma Staadt. Met haar kreeg hij twee dochters. In 1931 trouwde hij met Charlotte Freiin von Vietinghoff-Schell, de secretaresse van NSDAP-politicus Paul Schultze-Naumberg.
Omdat hij op de universiteit geen baan kreeg ging hij op contractbasis voor de overheid werken op het gebied van fokken. In 1927 ging hij op studiereis naar Finland en van 1928 tot 1929 was hij landbouwdeskundige op de Duitse ambassade in Riga.

## Politieke opkomst
Op jonge leeftijd werd Darré lid van de völkische Artamanen Vereniging, waar hij al snel Heinrich Himmler leerde kennen. Tegen de achtergrond van de vereniging begon Darré het idee te ontwikkelen dat de toekomst van het Noordras gelinkt was aan het begrip dat de naam Blut und Boden zou krijgen.
Onder invloed van de vereniging publiceerde hij in 1929 zijn eerste boek, Het boerendom als levensbron van het Noordras (Das Bauerntum als Lebensquell der nordischen Rasse). In 1930 volgde het boek Neuadel aus Blut und Boden, waarin hij de Grote Depressie en de val van de Weimarrepubliek met antisemitische, antisovjet en antikapitalistische argumenten verklaart. Hij werd gedreven door een "spirituele en racistische vernieuwing van de landbouw" en een afkeer van de industrie.

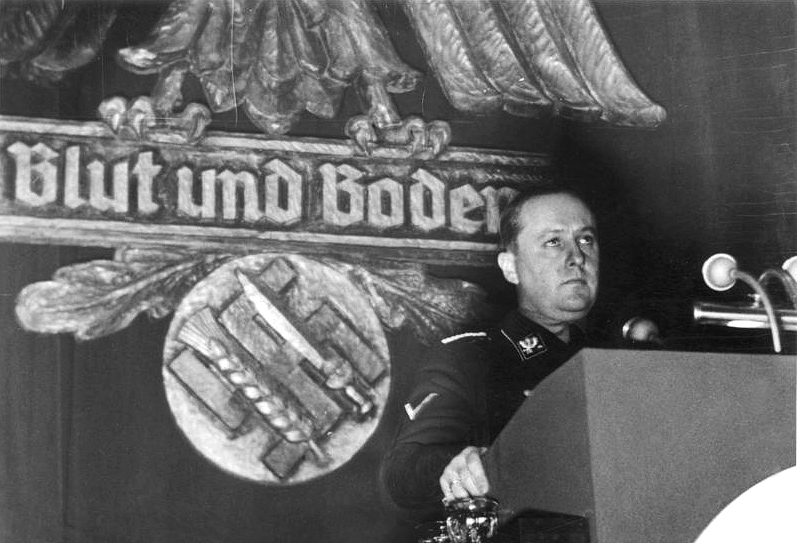
Darré bij een bijeenkomst van de Reichsnährstand.

## Nationaalsocialisme
Door de tussenkomst van architect Paul Schultze-Naumberg ontmoette Darré in 1930 Adolf Hitler. Hitler gaf hem de opdracht een landbouwprogramma voor de NSDAP voor te bereiden. Darré werd zo Hitlers adviseur op het gebied van agrarische zaken en leider van het landbouwpolitieke apparaat van de Rijksregering.
In juli 1930 treedt Darré toe tot de NSDAP (lidnummer 248.256) en de Schutzstaffel (lidnummer 6.882) en wordt door de toename van propaganda op het gebied van landbouw een van de belangrijkste figuren van de partij bij de volgende verkiezingen. Vanaf 1931 is Darré het hoofd van de nieuw opgerichte Rasse- und Siedlungshauptamt (RuSHA). In 1932 sticht hij het maandtijdschrift Deutsche Agrarpolitik (vanaf 1939 Odal). Daarin propageert hij zijn ideeën over de 'boerenadel'.
Darré hield zich voornamelijk bezig met de oude en huidige Noordse boeren (de ideologie van Blut und Boden). Binnen deze context viel hij expliciet het christendom aan. In zijn twee belangrijkste werken (Das Bauerntum als Lebensquell der Nordischen Rasse en Neuadel aus Blut und Boden) beschuldigt hij het christendom ervan dat zij met hun "leer van de gelijkheid van mannen voor God" de "Teutonische adel hebben beroofd van haar morele fundamenten" en het "aangeboren gevoel van superioriteit over de nomadische stammen".
Na de machtsovername van de NSDAP wordt Darré in 1933 hoofd van de door hem opgerichte Reichsnährstand. Op 28 mei wordt hij Reichsbauernführer en rijksminister van Voedsel en Landbouw als opvolger van de DNVP'er Alfred Hugenberg.
Vanaf eind 1932 is Darré afgevaardigde in de Rijksdag en vanaf november 1933 is hij Reichsleiter, SS-Gruppenführer, lid van de Academie voor Duits Recht en erevoorzitter van de Duitse Landbouw Vereniging (DLG). Op 9 november 1936 krijgt hij het Gouden Ereteken van de NSDAP.
In zijn boek Blut und Boden, ein Grundgedanke des Nationalsozialismus pakt hij de oude Blut und Boden-theorie weer op. Zo gaat hij in tegen het vierjarenplan van Hermann Göring, tegen Hjalmar Schacht en tegen de Reichsbank. Terwijl Darré denkt aan een terugkeer naar de verhoudingen zoals die waren voor de industriële revolutie, bouwt het Derde Rijk de industrie juist verder uit in het licht van de oorlogseconomie.
Als hij in september 1938 in conflict komt met Himmler, omdat Darrés plannen om de bouw van boerennederzettingen in het rijk te bevorderen het Generalplan Ost tegenspreken, wordt hij als hoofd van de RuSHA afgezet. Hij wordt in die functie opgevolgd door Günther Pancke. Vanaf de uitbraak van de Tweede Wereldoorlog treedt hij ook als minister steeds meer naar de achtergrond. Op 16 mei 1942 besluit Hitler dat Darré "met inachtname van zijn sinds langere tijd slechte gezondheid" als leider van het Rijkskantoor voor Landbouwpolitiek "tot nader order" met verlof moet en het beheer van het bureau aan Herbert Backe overgedragen zal worden. Zo volgt Backe Darré feitelijk als minister op. Backes officiële benoeming tot minister volgt echter pas in april 1944.

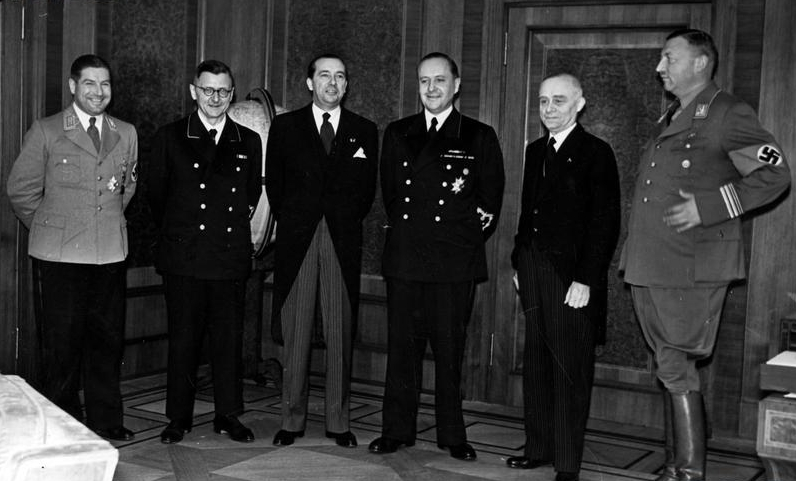
Darré (vierde van links) samen met zijn Hongaarse collega (derde van links) en de Hongaarse ambassadeur in Duitsland (vijfde van links) in 1940.

## Einde van de oorlog en arrestatie
De laatste jaren van de oorlog brengt Darré teruggetrokken in een jachthut op de Schorfheide door. In 1945 wordt hij gearresteerd en gevangengezet op het terrein van de Flak-Kaserne Ludwigsburg. Hij wordt door de Amerikaanse militaire rechtbank aangeklaagd voor de inbeslagname van eigendommen van Poolse en joodse boeren en voor het bevel Duitse joden het basisvoedsel te weigeren en zo burgers aan de honger uit te leveren. Op 14 april 1949 wordt Darré tijdens het Wilhelmstraßenproces tot zeven jaar gevangenisstraf veroordeeld wegens misdaden tegen de menselijkheid, plundering, roof en deelname aan een criminele organisatie. Hij wordt echter reeds in augustus 1950 uit de gevangenis van Landsberg ontslagen.
Zijn laatste levensjaren bracht hij door in Bad Harzburg. Hij stierf op 5 september 1953 in een privékliniek in München aan de gevolgen van leverkanker. Darré ligt begraven op een begraafplaats in Goslar.

## Carrière
Darré bekleedde verschillende rangen in zowel de Deutsches Heer als Allgemeine-SS. De volgende tabel laat zien dat de bevorderingen niet synchroon liepen.
| Datums           | Deutsches Heer       | RMEL           | Allgemeine-SS        | NSDAP                  |
| ---------------- | -------------------- | -------------- | -------------------- | ---------------------- |
| 5 augustus 1914  | Kriegsfreiwilliger   | —              | —                    | —                      |
| Januari 1916     | Gefreiter            | —              | —                    | —                      |
| 1 februari 1916  | Unteroffizier        | —              | —                    | —                      |
| 12 maart 1916    | Offiziers-Aspirant   | —              | —                    | —                      |
| 23 april 1916    | Vizewachtmeister     | —              | —                    | —                      |
| 11 januari 1917  | Leutnant der Reserve | —              | —                    | —                      |
| 25 februari 1931 | —                    | —              | SS-Sturmbannführer   | —                      |
| 9 november 1933  | —                    | —              | SS-Standartenführer  | —                      |
| 24 december 1932 | —                    | —              | SS-Oberführer        | —                      |
| 15 mei 1933      | —                    | —              | SS-Gruppenführer     | —                      |
| 2 juni 1933      | —                    | —              | —                    | Reichsleiter der NSDAP |
| 29 juni 1933     | —                    | Reichsminister | —                    | —                      |
| 9 november 1934  | —                    | —              | SS-Obergruppenführer | —                      |

## Lidmaatschapsnummers
- NSDAP-nr.: 248256 (lid geworden 1 juni 1930[4])
- SS-nr.: 6882 (lid geworden 25 februari 1931)

## Onderscheidingen
Selectie:
- IJzeren Kruis 1914, 2e Klasse in 1916[4]
- Kruis voor Oorlogsverdienste, 1e Klasse (1941[4]) en 2e Klasse (1940[4]) met Zwaarden
- Grootofficier in de Orde van de Italiaanse Kroon[4]
- Grootkruis in de Orde van Sint-Mauritius en Sint-Lazarus[4]

## Publicaties
- Das Bauerntum als Lebensquell der nordischen Rasse, 1929.
- Neuadel aus Blut und Boden, München: Lehmanns 1930.
- Das Schwein als Kriterium für nordische Völker und Semiten, München: Lehmanns 1933
- Um Blut und Boden. Reden u. Aufsätze hg. v. Hanns Deetjen/Wolfgang Clauß, München: Eher 1940.
- Neuordnung unseres Denkens, Berlijn: 1942 (Bijdrage).
- Aufbruch des Bauerntums. Reichsbauerntagsreden 1933-1938, Berlijn: Reichsnährstand Verlag-Ges.m.b.H. 1942.
- Zucht als Gebot, Berlijn: Blut u. Boden 1944.
- (als C. Carlsson) Bauer und Technik, bijdrage aan Mappe 10/1951 van de Klüter Blätter, Duitse verzameling in Türmer Verlag Lochham bij München 1951.

- Bibsys: 90602026
- Bibliothèque nationale de France: cb12044480t (data)
- CiNii: DA06938732
- Gemeinsame Normdatei: 118671030
- International Standard Name Identifier: 0000 0001 1063 577X
- Library of Congress Control Number: n86142879
- Bibliotheek van het Japanse parlement: 00541546
- Nationale Bibliotheek van Tsjechië: mzk2004246410
- Nationale Bibliotheek van Israël: 987007260281105171
- Nationale Bibliotheek van Polen: a0000001054817
- Nationale en Universitaire bibliotheek Zagreb: 000735077
- Nederlandse Thesaurus van Auteursnamen: 07208295X
- Réseau des bibliothèques de Suisse occidentale: 02-A003155495
- SNAC: w6n30bmz
- Système universitaire de documentation: 028653947
- Virtual International Authority File: 54942299
- WorldCat: E39PBJyWTWCc8ckHh3CyXV9CcP

Adolf Hitler · Franz von Papen · Konstantin von Neurath · Joachim von Ribbentrop · Wilhelm Frick · Heinrich Himmler · Lutz Schwerin von Krosigk · Alfred Hugenberg · Kurt Schmitt · Hjalmar Schacht · Hermann Göring · Walther Funk · Franz Seldte · Franz Gürtner · Franz Schlegelberger · Otto Georg Thierack · Werner von Blomberg · Wilhelm Keitel · Freiherr von Eltz-Rübenach · Julius Heinrich Dorpmüller · Wilhelm Ohnesorge · Walther Darré · Herbert Backe · Joseph Goebbels · Bernhard Rust · Fritz Todt · Albert Speer · Alfred Rosenberg · Hanns Kerrl · Hermann Muhs · Otto Meißner · Hans Heinrich Lammers · Martin Bormann · Karl Hermann Frank · Rudolf Hess · Ernst Röhm · Paul Giesler